# Anysie de Thessalonique
Anysie de Thessalonique  ou Anysia ou sainte Anysia, était une martyre de Thessalonique, à l'époque de Maximien, canonisée par l'Église. Elle est décédée entre 285 et 304.
Ne pas confondre avec saint Anyse, évêque de Thessalonique.
Les deux sont fêtés le 30 décembre.

## Histoire et tradition
Née de parents chrétiens, Anysie fut tuée par un païen sur le chemin de l'office. 
Le récit de son martyre serait probablement de Syméon Métaphraste. 
Philothée, patriarche de Constantinople a prononcé son éloge.